# Maximilien-Procope de Toerring-Jettenbach
Maximilian Prokop von Toerring-Jettenbach (né le 28 octobre 1739 à Munich, mort le 30 décembre 1789 à Ratisbonne) est le soixante-cinquième évêque de Ratisbonne et prince-évêque de la principauté épiscopale de Ratisbonne à partir de 1787 et de Freising à partir de 1788 jusqu'à sa mort.

## Biographie
Maximilien-Procope de Toerring-Jettenbach vient de la maison de noblesse bavaroise de Toerring et est le fils du comte Maximilien-Joseph de Toerring-Jettenbach (1694-1769) et de son épouse Franziska Augusta Antonia, comtesse von der Hauben (de) (1697-1758), fille du général Johann Georg von der Hauben, mort près de Belgrade en 1717.
Après des études de philosophie chez les Frères mineurs conventuels à Ratisbonne et de théologie et de droit canon chez les franciscains de Munich, il est ordonné prêtre le 3 octobre 1762 dans la cathédrale de Freising par François-Ignace-Albert de Werdenstein (de). Il devient prêtre à Frontenhausen jusqu'à ce qu'il soit accepté au chapitre de la cathédrale de Ratisbonne en 1767 et à Freising en 1770. Il occupe alors divers postes dans l'administration diocésaine des deux localités. En 1782, il est nommé prévôt de la collégiale Saint-Jacques et Tiburce à Straubing.
Avec le soutien de la cour de Munich, il est élu évêque de Ratisbonne en 1787 et évêque de Freising en 1788. Toerring-Jettenbach est ordonné évêque le 28 octobre 1787 par l'évêque auxiliaire de Ratisbonne, Valentin-Antoine de Schneid (de). En tant qu'évêque, Maximilien-Procope de Toerring-Jettenbach tente de réformer dans le sens des Lumières de façon modérée. Il interdit à son clergé d'appartenir à la société des Illuminés, agit contre les excès de la piété populaire baroque et promeut un christianisme intériorisé. Des tentatives sont faites pour interdire les représentations de la Passion qui semblent trop digressives et théâtrales. Il exhorte les prêtres à exercer et à observer soigneusement leurs devoirs (habillement sacerdotal, culte, administration des sacrements, sermons et instruction dans la foi). Il vérifie lui-même leur observation par des visites. Maximilien-Procope empêche le temps de son épiscopat la séparation de l'Egerland du diocèse de Ratisbonne.
Après les premières innovations en matière d'enterrements, initiées par Charles-Théodore de Dalberg, il poursuit ses efforts pour maîtriser le cimetière de la cathédrale, chroniquement surpeuplé depuis des décennies et où les défunts de Stadtamhof sont également enterrés, sous contrôle, surtout depuis que l'afflux de la population rurale catholique dans la zone urbaine augmenta. Les premières tentatives de déplacer le cimetière de la cathédrale vers des zones à l'est de la ville échouent en 1787 et conduisent à de nombreuses autres tentatives pour ouvrir de nouveaux terrains de cimetière à la fois dans le nord de la ville et à l'ouest de la ville dans la région. Cela conduit à de nombreux conflits confessionnels prolongés entre le conseil municipal, qui est occupé par des protestants, et les représentants de l'Église catholique.